# ملعب خماسي
ملعب كرة القدم الخماسي أو كما يدعوها البعض كرة الصالات يختلف كثيراً عن ملعب كرة القدم بطرق عديدة. فملعب الخماسي أصغر حجمًا لاستيعاب عدد أقل من اللاعبين. على عكس كرة القدم العادية حيث يوجد 11 لاعباً لكل فريق بما في ذلك حارس المرمى، في كرة القدم الخماسية، لديك 5 او 6 لاعبين لكل فريق بما في ذلك حارس المرمى. ويكون ملعب كرة القدم لديه سطح ناعم مصنوع من العشب الطبيعي أو العشب الصناعي في حين أن ملعب كرة القدم الخماسي لديه سطح صلب، مصنوع من أشياء مثل الخشب أو المواد الاصطناعية. وأيضا لا توجد جدران أو ألواح على طول محيطها. بدلا من ذلك، ستجد فقط علامات الخط. وأخيراً وليس آخراً، يختلف حجم الملعب المخصصة للعبة دولية عن تلك المصممة للعبة غير دولية.

## أبعاد ملعب كرة القدم الخماسية
هناك دائما اعتقاد بأن ملعب كرة القدم الخماسية هو نفس حجم ملعب كرة السلة. وربما يرجع ذلك إلى أن العديد من الأشخاص يلعبون في ملعب كرة السلة أو يتأقلمون مع لاعبين حاليين ليصبحوا ملعبًا مؤقتًا في كرة القدم الخماسية. تذكر أن الأبعاد غير متطابقة لجميع الملاعب، وهناك درجة من التباين هنا وهناك. ومع ذلك، فإن ملعب كرة القدم الخماسي أكبر من ملعب كرة السلة.
تبلغ أبعاد ملعب كرة السلة 28 متر(طول) × 15 متر(عرض) أو (92 × 49 قدمًا) ، تلخص مساحة إجمالية تبلغ 420 مترًا مربعًا (1400 قدم مربع). تبلغ أبعاد ملعب كرة القدم الخماسية 40 متر(طول)× 20 متر(عرض)أو (131 × 65 قدم) مما يصل إلى ما مجموعه 800 متر مربع (2625 قدم). يمكنك أن ترى بوضوح أنه يكاد يكون ضعف ملعب كرة السلة.

## أسرار تصميم ملعب كرة القدم الخماسي لتحقيق أقصى استفادة من المساحة[2]
تصميم أو تجهيز ملعب كرة القدم الخماسي وملاعب الرياضات الأخرى مثل ملعب سداسي الشكل أو سباعي يتطلب النظر إلى عدة جوانب قبل بدء المشروع. وذلك بدءً من رسم مخطط خاص بـ الأبعاد المناسبة للملعب سواء كبير أو متوسط. ومساحة الصالات، والملعب الأمثل لحركة لاعبين الخماسي، وصولاً إلى استخدام مواد البناء الأمثل وحساب تكلفة اعمال مشروع مثل هذا. وذلك من خلال شركة إقامة الملاعب المماثلة والتي تتمتع بـ خبرة كبيرة في تقديم هذا المنتج النهائي مما يتيح للعب أن يكون على أعلى مستوى، وللملعب بأن يوفر كافة التفاصيل المطلوبة بتصميم مميز.